# Lobelia ardisiandroidea
Lobelia ardisiandroidea är en klockväxtart som beskrevs av Rudolf Schlechter. Lobelia ardisiandroidea ingår i släktet lobelior, och familjen klockväxter. Inga underarter finns listade i Catalogue of Life.